# Pelouse, Lozère
Pelouse är en kommun i departementet Lozère i regionen Occitanien i södra Frankrike. Kommunen ligger i kantonen Mende-Nord som tillhör arrondissementet Mende. År 2022 hade Pelouse 229 invånare.

## Befolkningsutveckling
Antalet invånare i kommunen Pelouse
| Referens: INSEE |